# Amazing Spider-Man: Renew Your Vows
Amazing Spider-Man: Renew Your Vows — серия комиксов, которую в 2015—2018 годах издавала компания Marvel Comics.

## Синопсис
Действие происходит в альтернативной реальности Земли-18119, в которой Человек-паук и Мэри Джейн Уотсон женаты и имеют дочь по имени Энни.

## Отзывы
На сайте Comic Book Roundup первый сборник имеет оценку 7,4 из 10 на основе 70 рецензий, а второй — 7,5 из 10 на основе 99 рецензий. Джесс Шедин из IGN дал первому выпуску оценку 8,1 из 10 и написал, что серия не разочарует тех, кто «жаждет комикса с участием женатого Питера Паркера». Первому выпуску из второго сборника он дал 8,7 балла из 10 и отметил, что «серия может похвастаться потрясающей творческой командой, исследующей более классически ориентированный статус-кво Человека-паука». Мэтт Литтл из Comic Book Resources, обозревая первый выпуск из первого сборника, посчитал, что «это история, которая исследует сердце персонажа и питает волну ностальгии по 90-м, но при этом всё ещё может рассказать что-то новое о самом узнаваемом герое Marvel».